# Theologisches Seminar Leipzig

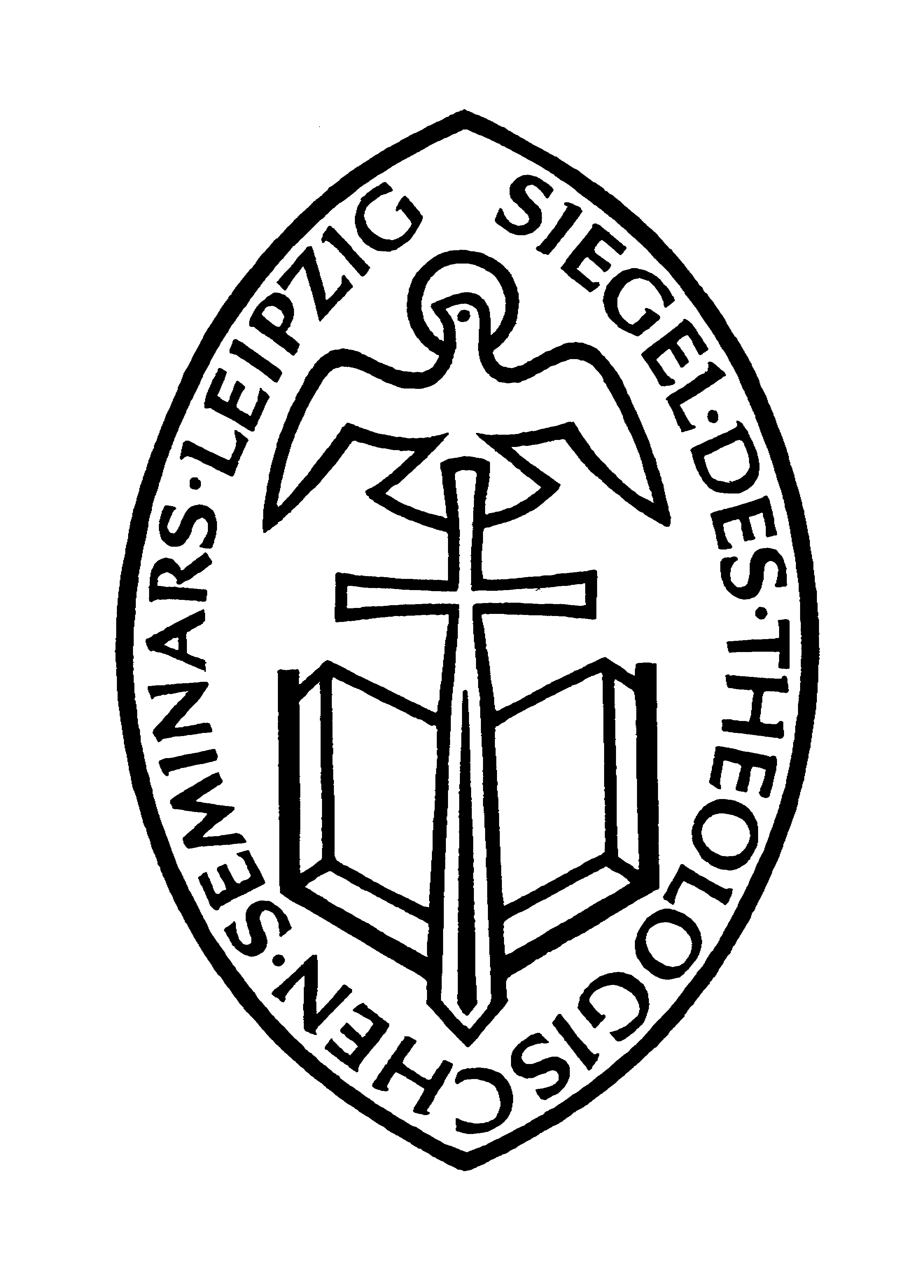
Siegel des Theologischen Seminars Leipzig

Das Theologische Seminar Leipzig (ThSL, 1990–1992 Kirchliche Hochschule Leipzig) war bis zu seiner Zusammenführung mit der Theologischen Fakultät der Universität Leipzig 1992 die gemeinsame akademisch-theologische Ausbildungsstätte der drei evangelisch-lutherischen Landeskirchen in der DDR, der Evangelisch-Lutherischen Landeskirche Sachsens, der Evangelisch-Lutherischen Landeskirche in Thüringen und der Evangelisch-Lutherischen Landeskirche Mecklenburgs. Es war wie zwei weitere kirchliche Hochschulen in der Evangelischen Kirche der Union, das Katechetische Oberseminar Naumburg und das Sprachenkonvikt Berlin, eine vom Staat unabhängige, von den DDR-Behörden lediglich geduldete kirchliche Einrichtung, deren Abschlüsse nur in der evangelischen Kirche anerkannt waren. Diese Hochschulen boten ein staatlich nicht reglementiertes Studium der evangelischen Theologie als Alternative zu den sechs Theologischen Fakultäten an den klassischen alten Universitäten der DDR an. Das ThSL ging aus dem Ev.-Luth. Missionsseminar zu Leipzig hervor, das 1879 endgültig seine Arbeit aufgenommen hatte.

## Geschichte

### Das Evangelisch-Lutherische Missionsseminar zu Leipzig 1879–1949
Die Geschichte des ThSL ist untrennbar mit der Entstehung und Entwicklung des Leipziger Missionswerkes verbunden. Dieses Werk entstand aus dem 1819 gegründeten Dresdner Missions-Hilfsverein, der sich 1836 von der Basler Mission als Evangelisch-Lutherische Missionsgesellschaft zu Dresden unabhängig machte. Diese Gesellschaft unterhielt bereits in Dresden zeitweise ein Seminar für künftige Missionare. Nach dem Umzug von Dresden nach Leipzig 1848, der auch durch die erstrebte Zusammenarbeit mit der Universität Leipzig begründet wurde, kam es endgültig 1878/79 zur Errichtung des Evangelisch-Lutherischen Missionsseminars zu Leipzig als Arbeitszweig der Evangelisch-Lutherischen Mission zu Leipzig. Mit Unterbrechung durch die beiden Weltkriege 1914–1918 und 1939–1945 bildete das Missionsseminar junge Männer, die eine abgeschlossene Berufsausbildung nachweisen mussten, in den humanistischen und theologischen Fächern zu Missionaren für Afrika, Indien und Papua-Neuguinea aus. Die Lehre wurde lange Zeit von wenigen Hauptamtlichen und vielen Lehrbeauftragten u. a. aus der Universität gehalten.
Zu den Absolventen des Seminars gehörten etwa der auch als Sprachforscher und Ethnologe bekannte Bruno Gutmann (1876–1966) und der Begründer der modernen Missionswissenschaft Hilko Wiardo Schomerus (1879–1945).

### Das Seminar der Evangelisch-Lutherischen Mission zu Leipzig 1949–1964
Nach dem Zweiten Weltkrieg nahm das Missionsseminar 1946 seinen Betrieb wieder auf, wurde aber auf Bitten der drei lutherischen Kirchen in der DDR zunehmend zu einer Ausbildungsstätte für künftige Pfarrer in den heimischen Gemeinden. Denn der Bedarf an akademisch gebildeten Theologen war zunächst durch die staatlichen Fakultäten in der DDR nicht zu decken, zumal geeignete Jugendliche aus politischen Gründen vielfach keine Zulassung zur Oberschule erhielten. Zugleich wurde es für die Absolventen zunehmend schwierig, aus der DDR in den Missionsdienst zu gelangen.
Die Lehre wurde durch ein vergrößertes Kollegium bestritten, das bis 1959 auf zwölf Hauptamtliche anwuchs. Dabei bestimmte zunächst die bisherige schulische Struktur die Ausbildung nach einem vorgeschriebenen Stundenplan mit festen Gruppen und einem für den (Jahrgangs-)Kurs verantwortlichen Dozenten.

### Das Theologische Seminar Leipzig 1964–1980
Zunächst ergab sich ein institutioneller Einschnitt durch einen ultimativen Brief der Bezirksbehörde der Deutschen Volkspolizei vom 2. April 1964, der die Lösung des Seminars von der Evangelisch-Lutherischen Mission zu Leipzig forderte. Als Ergebnis wurde schließlich eine neue staatlich genehmigte Satzung erarbeitet, die das „Theologische Seminar Leipzig“ unter dem Dach einer „äußeren Verbindung mit der Evang.-Luth. Mission zu Leipzig“ zu einer selbständigen kirchlichen Einrichtung der drei lutherischen Trägerkirchen bestimmte. Das ThSL wurde nun durch ein Kuratorium geleitet, das aus den drei Landesbischöfen, einem Vertreter der Evang.-Luth. Mission zu Leipzig und dem jeweiligen Rektor bestand.
In den Folgejahren löste sich das Seminar aus der Aufsicht des Missionswerks und entwickelte sich zu einer freieren akademischen Institution. Die bis dahin verschulte Organisation veränderte sich zunehmend durch die Möglichkeit, unter den Lehrveranstaltungen und den Dozenten auszuwählen. Denn seit 1970 waren die klassischen Fächer des theologischen Kanons doppelt besetzt. Zugleich endete das bisherige Dauerrektorat Siegfried Krügels, dessen langjährige Zusammenarbeit mit dem MfS nach 1990 bekannt wurde. Im zweijährlichen Turnus wechselten sich die Dozenten fortan in der Leitung des Seminars ab. Die wachsende Rolle der Dozentenkonferenz führte zuerst zu einer akademischen Selbstverwaltung durch die Lehrenden. Die Studenten, darunter seit 1969 zunehmend Frauen, erhielten später auf Drängen des Kuratoriums eine Mitsprache in den Bereichen, die Studierende unmittelbar betrafen.

### Das Theologische Seminar 1980–1987
In den 1980er Jahren erreichte das Seminar unter allen theologischen Ausbildungsstätten der DDR die höchste Frequenz mit etwa 180 Studierenden, unter ihnen auch immer mehr junge Ehepaare mit Kindern (etwa 60 im Jahr 1988). Sowohl die politischen Konflikte der Zeit als auch innerkirchliche Themen spiegelten sich im Leben und in den Debatten der Hochschule wider, die jeweils von Studierenden und Lehrenden aufgenommen und innerhalb wie außerhalb des ThSL diskutiert wurden. So kam es etwa zu einem länger währenden Streit über die Pflicht zur Eheschließung, d. h. über die angemessenen Formen verantwortlicher Lebensgestaltung. Intensive Debatten über die Berechtigung studentischer Mitverantwortung zwischen allen Beteiligten führten schließlich zu einem Mitbestimmungsmodell, bei dem die Studierenden auf allen Ebenen an den meisten Entscheidungen bis hin zur Immatrikulation oder Exmatrikulation von Studierenden beteiligt waren.
Am Anfang des Jahrzehnts ließ der durch Hochrüstung fragile Frieden in Europa auch in Lehrveranstaltungen nach Gewaltfreiheit und Möglichkeiten der Abrüstung fragen. Gleichzeitig wurde die Umweltbelastung – in Leipzig besonders sinnlich spürbar – von Studenten innerhalb und außerhalb des Seminars thematisiert. Im Laufe des Jahrzehnts kamen verstärkt Fragen zu Menschenrechten, darunter exemplarisch zur Meinungsfreiheit und zum Recht auf Freizügigkeit hinzu. Viele Studierende engagierten sich zu diesen Themen in kirchlichen Basisgruppen sowie für die Ökumenische Versammlung für Gerechtigkeit, Frieden und Bewahrung der Schöpfung in der DDR.
Das ThSL wurde – wie die beiden anderen kirchlichen Ausbildungsstätten in Berlin und Naumburg – zu einem „Ort geistiger Freiheit“ und zu einer „wichtigen personellen Ressource für die Opposition“. Viele Studierende organisierten sich in oppositionellen Gruppen und gaben ihnen wichtige Impulse u. a. in der Arbeitsgruppe Umweltschutz, in der Arbeitsgruppe Menschenrechte, in der Initiativgruppe Leben, im Arbeitskreis „Solidarische Kirche“ (AKSK) und in der Initiative Frieden und Menschenrechte (IFM). Der Arbeitskreis Gerechtigkeit wurde sogar von Studierenden des ThSL gegründet.

### Politische Konflikte in den Jahren 1988/89
Die Situation in der DDR spitzte sich in der wirtschafts-, innen- und außenpolitischen Krise am Ende der 1980er Jahre zu. Seit 1982 fanden sich Mitglieder von Jungen Gemeinden, Basisgruppen und Theologiestudenten aus der Leipziger Fakultät wie aus dem ThSL in kleinen Gruppen montags 17.00 Uhr zu einem Friedensgebet in der Nikolaikirche zusammen, das von verschiedenen Friedens-, Umwelt- und später Menschenrechtsgruppen gestaltet wurde. Eine besondere Brisanz erhielten diese Friedensgebete Ende 1987/Anfang 1988, weil sie nun massenhaft von Ausreisewilligen, die die DDR verlassen wollten, besucht wurden. Damit wurden politische Konflikte manifest, die die DDR-Behörden möglichst aus der Öffentlichkeit fernhalten wollten, weshalb sie die Einstellung oder örtliche Verlagerung der Friedensgebete forderten. Dabei kam es auch zu Differenzen zwischen den verschiedenen kirchlichen Verantwortlichen untereinander und mit bzw. zwischen den Gruppen über die Formen des montäglichen Friedensgebets und eine verantwortliche politische Predigt in der Nikolaikirche. An diesen Auseinandersetzungen beteiligten sich auch Studierende des ThSL. Zwei Studenten wurde wegen „Störung der gottesdienstlichen Ordnung“ durch den damaligen Rektor Christoph Kähler ein Verweis erteilt. Ein Teil der Studierenden verlieh durch öffentliche Aktionen seinem politischen Anliegen Nachdruck. Mehrfach wurden Studierende des ThSL mit anderen Oppositionellen zusammen festgenommen („zugeführt“), darunter Jochen Lässig und Katrin Hattenhauer. Studierende, die einen Ausreiseantrag in die Bundesrepublik stellten, wurden in dieser Zeit exmatrikuliert.
Wie different die politischen Positionen unter den Studierenden, aber auch unter den Lehrenden waren, zeigte sich schließlich an einem Dies communis im November 1989, zu dem die Sprecher der neuen politischen Gruppierungen vom Neuen Forum bis zur Christlich-Sozialen Partei Deutschlands eingeladen waren. Die jeweiligen Programme wurden jedoch durch Mitglieder des ThSL selbst vorgestellt, da sie in den unterschiedlichen Initiativgruppen jeweils eine führende Rolle spielten. Das Spektrum politischer Ziele erwies sich als sehr breit und die gemeinsame Position ergab sich vor allem aus der Forderung nach Rechtsstaatlichkeit und Demokratie sowie der einigenden Ablehnung der sogenannten „Diktatur des Proletariats“, d. h. der Herrschaft der Staatspartei SED und der ihr unterstellten Blockparteien.

### Die Kirchliche Hochschule Leipzig 1990–1992
Das ThSL gewann mit dem Ende der DDR neue Freiheiten und Rechte. Das Kuratorium beschloss die Änderung des Namens in „Kirchliche Hochschule Leipzig“ (KHL), die Regierung de Maizière erkannte mit der Verleihung des Promotions- und Habilitationsrechtes sowie des Professorentitels an die theologischen Dozenten die Hochschule staatlich an. Die Studierenden erhielten das Recht auf freie Wahl des Studienortes und der Studienrichtung sowie Stipendien nach dem BAFöG. Allerdings wurde rasch deutlich, dass die Finanzierung einer solchen Hochschule die Kräfte der Trägerkirchen in Ostdeutschland fortan überschreiten würde. Hochschulpolitisch erfahrene Kollegen aus westdeutschen Fakultäten bezweifelten zudem, ob es sinnvoll sei, an einem Ort zwei theologische Ausbildungsstätten mit nahezu gleichem Anspruch und Programm zu unterhalten. Das führte dazu, dass der Freistaat Sachsen und das Kuratorium der KHL sich auf die Zusammenführung der Leipziger Fakultät und der KHL verständigten. So endete mit dem 1. Oktober 1992 die eigenständige Existenz dieser Ausbildungsstätte. Ihre Tradition wird einerseits in Forschung und Lehre durch die Theologische Fakultät der Universität Leipzig wie andererseits in Formen des gemeinsamen Lebens im Evangelischen Studienhaus Leipzig fortgeführt.

## Struktur der Ausbildung

### Aufnahmeprüfung, Im- und Exmatrikulation am ThSL
Nachdem das ThSL zunächst jeden Bewerber immatrikuliert hatte, der die formalen Voraussetzungen aufwies, wurde 1970 ein Aufnahmeverfahren eingeführt, das die Studieneignung beurteilen sollte. Diese führte zu einer drastischen Verringerung der Studienabbrüche am ThSL. Voraussetzung für die Immatrikulation war die schriftliche Verpflichtung der Studierenden auf den künftigen Pfarrdienst in einer der evangelischen Landeskirchen der DDR. War diese Voraussetzung nicht mehr gegeben oder entsprachen die Leistungen den Anforderungen nicht, wurden die Studierenden gemäß der geltenden Ordnung exmatrikuliert. Im Aufnahmeverfahren wie an Entscheidungen über vorzeitige Exmatrikulationen waren seit 1985 gewählte Vertreter der Studentenschaft beteiligt.

### Vorausbildung
Einer der wesentlichen Gründe für die Einrichtung und Erhaltung der drei Kirchlichen Hochschulen in der DDR ergab sich daraus, dass der Zugang zur Erweiterten Oberschule, d. h. zum Abitur, starken politischen Restriktionen ausgesetzt war. Diese trafen besonders Kinder aus kirchlich engagierten Familien, also auch potenzielle Pastorinnen oder Pfarrer. Darum bot das ThSL neben den drei anderen sogenannten „Proseminaren“ in Naumburg, Potsdam-Hermannswerder oder Moritzburg eine gymnasiale Ausbildung allerdings nur für Bewerber mit einer abgeschlossenen Berufsausbildung an. Sie enthielt die wesentlichen Fächer einer humanistisch-altsprachlichen Bildung, die durch qualifizierte Fachkräfte vermittelt wurde. Nach 1990 wurde die Vorausbildung am ThSL durch die Kultusministerkonferenz als Äquivalent des Abiturs anerkannt.

### Theologiestudium
Das Studium selbst umfasste die klassischen Fächer des theologischen Kanons, die seit 1970 durch je zwei Dozenten vertreten wurden: Altes Testament, Neues Testament, Kirchengeschichte, Systematische und Praktische Theologie. Darüber hinaus wurden die Fächer Philosophie, Missionswissenschaft bzw. Ökumenik verpflichtend, Pädagogik, Soziologie, Naturwissenschaften, Kunstgeschichte, Musik, Sport und Sprecherziehung fakultativ angeboten.
Anders als in den Schwesterhochschulen in Berlin und Naumburg, wo es solche Festlegungen nicht gab, waren die Studierenden in Leipzig seit 1968 zum Besuch von viersemestrigen Volkshochschulkursen verpflichtet, in denen marxistische Philosophie und Politische Ökonomie durch staatlich angestellte Dozenten gelehrt wurden. In der Leipziger Krise nach der staatlich angeordneten Sprengung der Paulinerkirche 1968 wurde so kirchlicherseits eine externe staatliche Unterrichtung zugestanden, aber nicht eine Erweiterung und Einflussnahme innerhalb des Kollegiums durch marxistische Lehrer, wie sie in den staatlichen Fakultäten selbstverständlich war. Die Ergebnisse dieser Kurse waren kein Bestandteil der Zeugnisse. Nach studentischen Protesten wurde diese Unterrichtung im Herbst 1989 abgebrochen.

### Akademische Qualifikationen
Sehr viele Dozenten der kircheneigenen, evangelischen Ausbildungsstätten in der DDR hatten an staatlichen Fakultäten studiert, waren dort promoviert worden und hatten sich z. T. dort habilitiert. Lange Zeit aber kamen sie – oft aus politischen Gründen – für eine Berufung an eine Fakultät nicht in Frage. In den achtziger Jahren liberalisierte sich allerdings die Politik des Ministeriums für Hoch- und Fachschulwesen, was zu einzelnen Berufungen von Dozenten aus kirchlichen Ämtern in staatliche Professuren führte. In dieser Zeit ergab sich die Notwendigkeit, auch in den kirchlichen Hochschulen stärker für den eigenen wissenschaftlichen Nachwuchs zu sorgen. So wurden vermehrt Stellen für Promovenden („Repetenten“) geschaffen, obwohl den evangelischen Ausbildungsstätten das Recht fehlte, Promotions- und Habilitationsverfahren durchzuführen. Dieses Hindernis umgingen die Betroffenen auf zwei Wegen. Einerseits schufen sich die drei Kirchlichen Hochschulen der DDR ein gemeinsames zweistufiges Qualifikationsverfahren, das einer Promotions- bzw. Habilitationsordnung entsprach. Die danach durchgeführten Verfahren wurden nach 1990 staatlich anerkannt und führten dann – auf einen entsprechenden Antrag hin – zur Berechtigung, die entsprechenden akademischen Titel zu führen. Andererseits übernahmen staatliche Fakultäten z. T. Promotions- und Habilitationsverfahren für Kandidaten aus den Kirchlichen Hochschulen.

### Andere Ausbildungsgänge und Reformversuche
Das ThSL war mehrfach Ausgangspunkt weiterer kirchlicher Ausbildungsgänge. So wurden 1969 ein erster „Lehrgang für Katechetik beim Theologischen Seminar Leipzig“ und 1971 ein zweiter eingerichtet, die um staatliche Bedenken zu zerstreuen, 1973 die Bezeichnung „Katechetischer Lehrgang der Ev.-Luth. Landeskirche Sachsens in Leipzig“ erhielten. Diese Kurse wurden mangels Bewerber nicht wiederholt. 1985–1990 wurde ein (einmaliger) „Kirchlicher Kurs für Kinder- und Jugendarbeit“ auf Fachhochschulniveau eingerichtet. Neben einem hauptamtlichen Studienleiter (Walter Christian Steinbach) lehrten dort vor allem die Dozenten des ThSL.
Ein Plan des Bundes der evangelischen Kirchen in der DDR (BEK), eine theologisch-pädagogische Fachhochschulausbildung mit einem vollständigen theologischen Studium in einer Art Gesamthochschule am ThSL so zu kombinieren, dass wesentliche Teile beider Studiengänge zunächst gemeinsam durchgeführt werden sollten, kam über das Planungsstadium nicht hinaus. Das Vorhaben scheiterte an praktischen Schwierigkeiten und fachlichen Bedenken. Ebenso kam eine Bitte der sächsischen Landessynode an das ThSL von 1987 um einen Modellversuch in der theologischen Ausbildung mit einem regelmäßigen Wechsel zwischen Studien- und Praktikumsphasen nicht mehr zur geplanten Ausführung.

## Trägerschaft und Finanzierung
Das ThSL wurde durch die drei evangelisch-lutherischen Landeskirchen der DDR rechtlich und finanziell getragen. Durch eine jährliche Summe von über 600.000 MDN wurden die Gehälter der Angestellten und Lehrenden, die Stipendien und die Fixkosten der Verwaltung beglichen. Davon finanzierte der Lutherische Weltbund pro Jahr ca. 150.000 MDN, während über 450.000 MDN durch eine jährliche Sonntagskollekte einkamen. Diese wurde für die Zwecke der Evang.-Luth. Mission zu Leipzig in den drei Landeskirchen gesammelt. Den (wechselnden) Betrag übergab das Missionswerk an das ThSL und erhielt im Gegenzug dafür aus den Mitteln des Bundesministeriums für innerdeutsche Beziehungen den gleichen Betrag für die internationale Arbeit der 1965 gegründeten Ev.-Luth. Mission (Leipziger Mission) e. V. zu Erlangen, die dort als Werk der Vereinigten Evangelisch-Lutherische Kirche Deutschlands (VELKD) fortgeführt wurde. Ende der achtziger Jahre stellten die evangelischen Landeskirchen die Finanzierung auf sogenannte Erhalterbeiträge um, die pro Kopf neben einem fixen Sockelbetrag für die aus den jeweiligen Landeskirchen kommenden Studenten zu zahlen waren.
Andere Anschaffungen, wie die von theologischen Büchern aus der Bundesrepublik und Westeuropa, Kopier- und Telefontechnik, wurden durch die lutherischen Landeskirchen in der Bundesrepublik ermöglicht. Dies fand seine Grenze in der Regel nur durch die Restriktionen der DDR-Behörden.

## Lehre und Forschung
Die Lehre fand in der Regel in den üblichen Formen von Vorlesungen, Übungen, Pro- und Hauptseminaren statt. Besondere hochschuldidaktisch interessante Momente ergaben sich vor allem mit dem sogenannten „Cursus introductorius“, der zehn Tage lang als Blockseminar außerhalb von Leipzig durchgeführt wurde. Die Studierenden wählten sich selbst ein theologisches Thema und bearbeiteten es interdisziplinär in festen kleinen Gruppen. Formal, inhaltlich und gruppendynamisch erwiesen sich diese Kurse als Erfolg, weil in ihnen Theologie als Prozess des kritischen Nachdenkens in einem besonderen Maß erlebt wurde. Aufgrund dieser Erfahrung wurden zunehmend auch andere Lehrveranstaltungen als Blockseminar angeboten oder als interdisziplinäre Projekte angelegt.
Die Forschung orientierte sich zunächst natürlich am individuellen Interesse der Lehrenden. Erst in den 1980er Jahren wurden gemeinsame Projekte von Lehrenden und Promovierenden häufiger. Eine Statistik zählt insgesamt 18 Qualifikationsarbeiten auf, die vor allem in der Zeit zwischen 1980 und 1992 am ThSL erarbeitet wurden.

## Partnerschaften und wissenschaftlicher Austausch
Unter den eingeengten Bedingungen der DDR haben sich dennoch viele westdeutsche und ausländische Kollegen offiziell zu Gastvorlesungen oder inoffiziell zu – ungenehmigten – „Gesprächsbeiträgen“ einladen lassen. Dazu kamen Partnerschaften mit der Augustana-Hochschule Neuendettelsau, dem Luther Northwestern Theological Seminary, St. Paul USA, und dem Queen’s College Birmingham. Es gelang dadurch in den achtziger Jahren ein gegenseitiger Austausch von Gaststudenten, die nach Leipzig kamen oder aus Leipzig für ein einjähriges Gaststudium das englischsprachige Ausland delegiert wurden.
Über DDR-weite Fachgruppen in den meisten, aber nicht allen theologischen Disziplinen hinaus gab es regelmäßige Treffen mit westdeutschen Fachkollegen in Berlin. Da Partnerkirchen, Verlage und einzelne Kollegen die Versorgung mit Fachliteratur auf offiziösen wie verdeckten Wegen intensiv betrieben, war eine Beteiligung an der westeuropäischen wissenschaftlichen Debatte möglich.

## Dozenten
Liste der hauptamtlichen Dozenten des ThSL: Helmut Appel (1948–1958), Karl-Heinrich Bieritz (1972–1986), Karlheinz Blaschke (1968–1992), Eberhard Fischer (1968–1992), Wolfgang Franke (1956–1959), Ursula Geiler (1958–1987), Gerhard Graf (1990–1992), Christoph Michael Haufe (1969–1992), Wilhelm Haupt (1961–1976), Harald Hegermann (1963–1969), Wolfram Herrmann (1958–1988), Carl Heinrich Ihmels (1923–1960), Christoph Kähler (1981–1992), August Kimme (1960–1964), Ernst Koch (1976–1992), Siegfried Krügel (1950–1970), Werner Krusche (1966–1969), Ulrich Kühn (1969–1992), Walter Nagel (1953–1963), Gottfried Nuschke (1957–1987), Richard Otto (1937–1957), Wolfgang Otto (1955–1971), Matthias Petzoldt (1987–1992), Herbert Peucker (1954–1959), Wolfgang Ratzmann (1988–1992), Robert Rosenkranz (1967–1992), Wilhelm Schöne (1949–1962), Walter Schönfelder (1925–1962), Friedrich Schreiter (1951–1960), Erhard Schulze (1958–1968), Wolfgang Schwabe (1960–1969), Hans Seidel (1971–1992), Walter Stade (1961–1967), Rainer Stahl (1988–1992), Gottfried Steyer (1958–1965, 1972–1975), Wolfgang Trilling (1971–1985), Ingeborg Tschoerner (1958–1960, 1964–1965), Werner Vogler (1969–1992), Gottfried Voigt (1958–1979), Dorothea Vollbach (1975–1992), Joachim Wiebering (1971–1987), Jürgen Ziemer (1980–1992).

## Rektoren
1948–1958 Helmut Appel, 1958–1970 Siegfried Krügel, 1970–1972 Ulrich Kühn, 1972–1974 Christoph Michael Haufe, 1974–1976 Hans Seidel, 1976–1978 Joachim Wiebering, 1978–1980 Karl-Heinrich Bieritz, 1980–1982 Werner Vogler, 1982–1984 Ernst Koch, 1984–1986 Jürgen Ziemer, 1986–1988 Christoph Kähler, 1988–1990 Ulrich Kühn, 1990–1992 Wolfgang Ratzmann.

## Filmdokumentation
- Peter Grimm/ Frank Wolfgang Sonntag: Der Einfluss des Theologischen Seminars Leipzig auf DDR-Bürgerrechtler | FAKT | Das Erste vom 7. Oktober 2014, 21:45 Uhr.